# 山城駅 (京畿道)
山城駅（サンソンえき）は大韓民国京畿道城南市寿井区新興洞にある、ソウル交通公社8号線の駅。駅番号は「822」。

## 歴史
- 1996年11月23日 - ソウル特別市都市鉄道公社（当時）8号線の南漢山城駅（韓国語：남한산성역）として開業。
- 1998年10月1日 - 現駅名に改称。
- 2017年5月31日 - ソウル特別市都市鉄道公社とソウルメトロが統合され、ソウル交通公社の駅となる。

## 駅構造

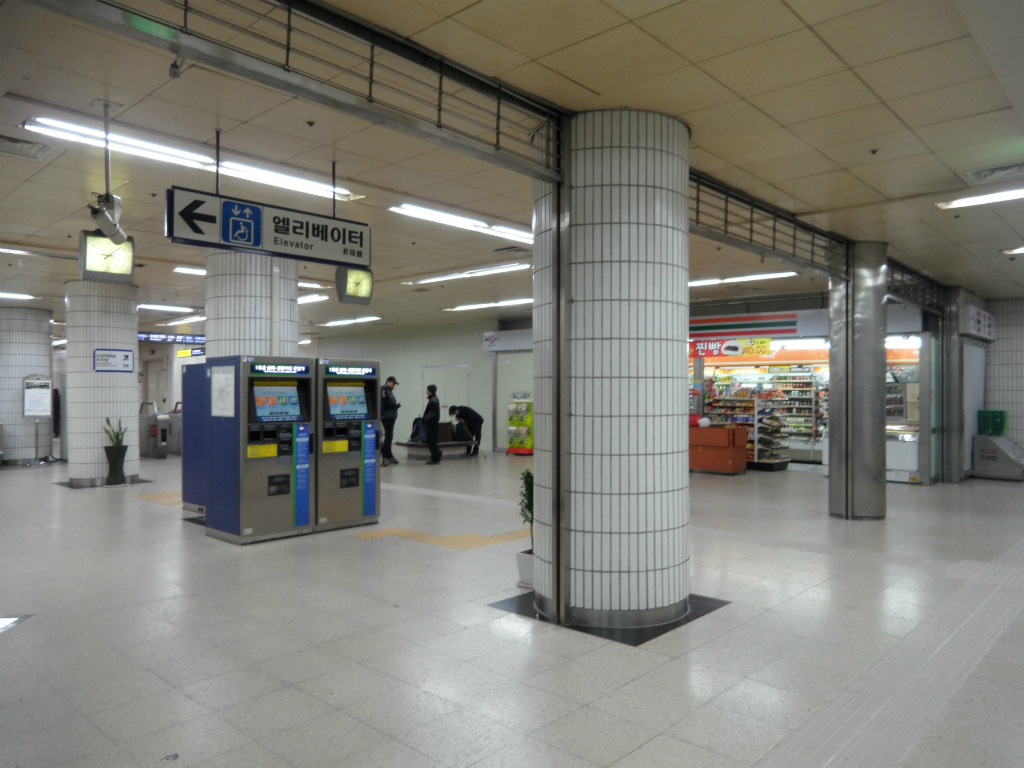
改札階（2015年11月8日）

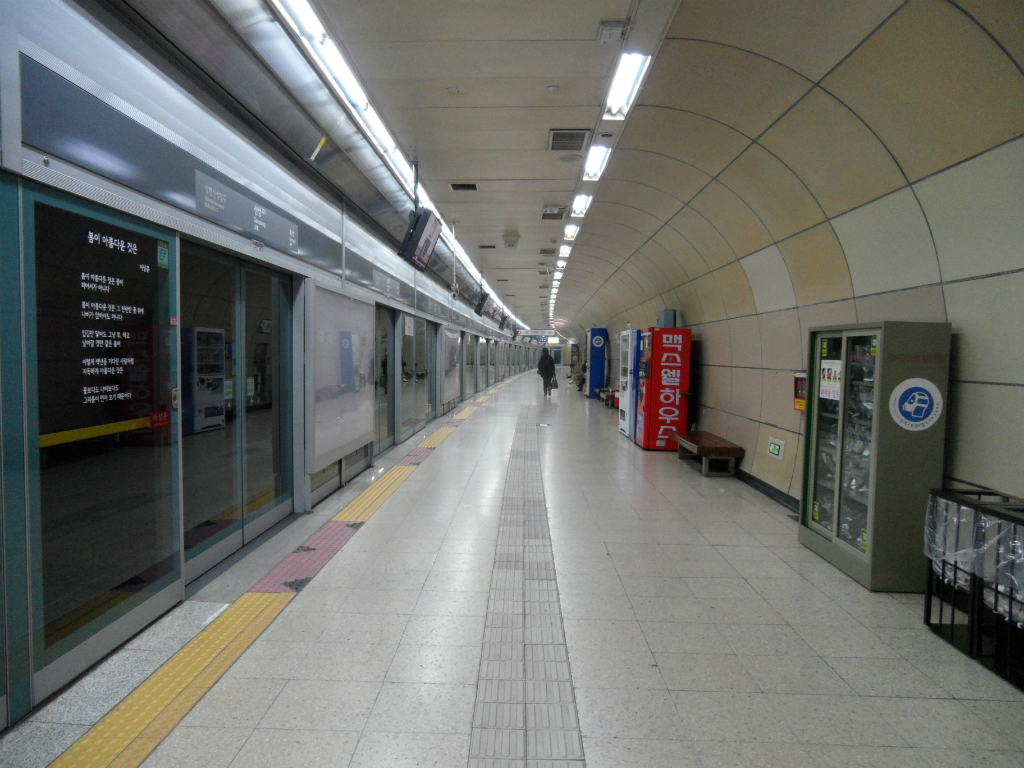
ホーム（2015年11月8日）

相対式ホーム2面2線を有する地下駅で、フルスクリーンタイプのホームドアが設置されている。上下線の間は壁で隔てられている。互いのソウル及びその近郊を走る都市鉄道（首都圏電鉄）の中では最深の駅であり、地下55.4mに位置する。そのためエレベーター・エスカレーター完備。出口は3番まである。

### のりば
案内上ののりば番号は設定されていない。
| 上り | 8号線 | 蚕室・岩寺・別内方面 |
| 下り | 8号線 | 牡丹方面             |

## 利用状況
近年の一日平均利用人員推移は下記の通り。
| 路線  | 路線     | 2000年 | 2001年 | 2002年 | 2003年 | 2004年 | 2005年 | 2006年 | 2007年 | 2008年 | 2009年 | 出典  |
| ----- | -------- | ------ | ------ | ------ | ------ | ------ | ------ | ------ | ------ | ------ | ------ | ----- |
| 8号線 | 乗車人員 | 7,083  | 7,623  | 7,830  | 7,874  | 7,626  | 7,160  | 7,010  | 7,179  | 7,353  | 7,228  | [ 1 ] |
| 8号線 | 降車人員 | 6,969  | 7,417  | 7,599  | 7,679  | 7,399  | 6,989  | 6,836  | 6,964  | 7,147  | 6,962  | [ 1 ] |
| 8号線 | 乗降人員 | 14,051 | 15,040 | 15,429 | 15,553 | 15,025 | 14,149 | 13,847 | 14,143 | 14,500 | 14,190 | [ 1 ] |
| 路線  | 路線     | 2010年 | 2011年 | 2012年 | 2013年 | 2014年 | 2015年 |        |        |        |        | [ 1 ] |
| 8号線 | 乗車人員 | 7,229  | 7,403  | 7,480  | 7,500  | 7,667  | 7,668  |        |        |        |        | [ 1 ] |
| 8号線 | 降車人員 | 7,071  | 7,200  | 7,259  | 7,284  | 7,533  | 7,481  |        |        |        |        | [ 1 ] |
| 8号線 | 乗降人員 | 14,301 | 14,604 | 14,739 | 14,784 | 15,200 | 15,149 |        |        |        |        | [ 1 ] |

## 駅周辺
- 城南北初等学校
- 倉成中学校（朝鮮語版）
- 韓国ポリテク1大学（朝鮮語版） 城南キャンパス
- 新興ジュゴンアパート
- 寿井区庁
- 南漢山城
- 城南市寿井図書館（朝鮮語版）
- 山城洞住民センター
- 山城派出所

## 隣の駅
ソウル交通公社
 8号線
福井駅 (820) - 山城駅 (822) - 南漢山城入口駅 (823)